# Guido Bargellini
Guido Bargellini (Roccastrada, 28 dicembre 1879 – Roma, 23 settembre 1963) è stato un chimico italiano.
È noto per aver scoperto una reazione chimica che porta il nome di "reazione di Bargellini".

## Opere (parziale)
- Lezioni di chimica organica, Roma (1933)
- Elementi di chimica organica per studenti del biennio di Ingegneria, Roma (1935)
- Esercizi numerici di chimica organica, Roma (1936)
- Breve corso di chimica organica per studenti di medicina, Roma (1937)
- Corso di chimica di guerra, Roma (1936)
- Analisi organica, Roma (1945)

Collaborò al secondo volume, per la sezione chimica organica, del Trattato di chimica generale ed applicata all'industria di Ettore Molinari, stampato a Milano nel 1927.